# Jutta Heckhausen
Jutta Heckhausen (* 1957) ist eine deutsche Psychologin und seit 2001 Professorin für Psychologie an der University of California, Irvine. Ihre Arbeitsschwerpunkte liegen in der Entwicklungspsychologie der gesamten Lebensspanne und der Motivationspsychologie sowie auf Kontrollverhalten, psychischen Einflüssen auf die Gesundheit und der Entwicklungsregulation über die gesamte Lebensspanne. Ihre aktuelle Forschung konzentriert sich auf drei Bereiche: Motivationsprozesse, die an sozialer Mobilität beim Übergang ins Erwachsenenalter und an Bildungsprozessen sowie beruflicher Karriere beteiligt sind, Zielbindung, Zielanpassung und Zielablösung in Schule und Studium und die Rolle individueller Unterschiede in impliziten Motiven (Leistung, Macht, Anschluss) für die Regulierung von Zielbindung und -ablösung über die Lebensspanne. Einen besonderen Fokus legt sie darauf, wie Individuen wichtige Übergänge im Lebenslauf aktiv gestalten und mit schwierigen Lebensereignissen umgehen.
An der University of California lehrt sie in den Bereichen Entwicklung über die gesamte Lebensspanne und Motivationspsychologie.

## Werdegang
Jutta Heckhausen ist die Tochter des deutschen Motivationspsychologen Heinz Heckhausen. Sie wuchs in Münster/Westfalen und Bochum auf und lebt dauerhaft in den Vereinigten Staaten.
Heckhausen studierte Psychologie und Philosophie an der Ruhr-Universität Bochum, wo sie sowohl ihr Vordiplom als auch ihr Diplom ablegte. Von 1981 bis 1983 studierte sie an der University of Strathclyde, Glasgow, und forschte dort zur kindlichen Entwicklung. Ihre Aufenthalte in Strathclyde wurden durch Stipendien des Deutschen Akademischen Austauschdienstes und der Volkswagenstiftung unterstützt. Von 1983 bis 1984 war sie als Doktorandin am Max Planck-Institut für Bildungsforschung in Berlin, das Grundlagenforschung in den Bereichen lebenslanger Entwicklung und Bildung betreibt.
Im Jahr 1985 erhielt Heckhausen an der University of Strathclyde den Ph.D. in Psychologie mit einer Arbeit über die Interaktionen von Kindern mit ihren Müttern.
Von 1984 bis 1986 arbeitete sie als PostDoc am Zentrum für Lebenslange Entwicklung am Max-Planck-Institut für Bildungsforschung in Berlin und lehrte gleichzeitig in den Bereichen Entwicklungs-, Motivations-, Persönlichkeits- und Pädagogische Psychologie an der Technischen Universität Berlin wie auch an der Freien Universität Berlin. Von 1987 bis 1996 war sie dort Wissenschaftliche Mitarbeiterin und von 1996 bis 2000 leitende Wissenschaftlerin mit einer eigenen Arbeitsgruppe. 1996 habilitierte sie sich mit einer Venia legendi für Psychologie an der Freien Universität Berlin.
Sie war von 1991 bis 1998 assoziiertes Mitglied der John D. and Catherine T. MacArthur Foundation im Forschungsnetzwerk für Erfolgreiche Entwicklung im mittleren Lebensalter und von 1995 bis 1996 am Center for Advanced Study in the Behavioral Sciences in Stanford.
Seit 2001 ist Heckhausen Professorin an der University of California, Irvine. Dort gründete sie das Labor für Lebenslange Entwicklung und Motivation. Seit 2022 ist sie Distinguished Professor an der Fakultät für Psychologie der University of California, Irvine.
Heckhausen war 2013 und 2014 Gastwissenschaftlerin an der Ruprecht-Karls-Universität in Heidelberg. In den Jahren 2015 und 2016 war sie Fellow am Zentrum für interdisziplinäre Forschung der Universität Bielefeld.

## Auszeichnungen
Heckhausen erhielt im Jahr 1999 für ihre Arbeit zur Lebenslauftheorie psychologischer Kontrolle den Max Planck Forschungspreis und 2014 den Baltes Distinguished Research Achievement Award der American Psychological Association sowie den 2020 Distinguished Career Contribution to Gerontology Award der Behavioral and Social Sciences Section der Gerontological Society of America.
Seit 2011 ist sie Fellow der Gerontological Society of America und seit 2016 Fellow der Association of Psychological Science.
Im Jahr 2012 hielt Heckhausen die Paul B. Baltes Vorlesung an der Berlin-Brandenburgischen Akademie der Wissenschaften.
Daneben erhielt Heckhausen zahlreiche Auszeichnungen für lehrbezogene Aktivitäten von der University of California, Irvine, beispielsweise den Teaching Excellence Award 2005.

## Forschung
Jutta Heckhausen hat sowohl bedeutende empirische als auch bedeutende theoretische Beiträge zur Psychologie der Motivation und der lebenslangen Entwicklung geleistet. Drei Kernthemen ihrer Arbeit sind Kontrolle, Motivation und lebenslange Entwicklung. Insbesondere interessiert sie sich für die Entwicklung von Motivationsprozessen über die gesamte Lebensspanne bzw. durch wichtige Lebensereignisse wie etwa Übergänge. Ihre neueren Untersuchungen beziehen soziale Mobilität ein. Ihre Motivationstheorie der Lebensspannenentwicklung (frühere Versionen wurden als Lebensspanntheorie der Kontrolle bezeichnet) hat viele Forscher beeinflusst; sie wird nicht nur in der Motivationsforschung, sondern auch in der Gerontologie, der Entwicklungs-, Sozial- und Persönlichkeitspsychologie, und in angewandten Gebieten der Psychologie wie der die Arbeits- und Organisationspsychologie und Gesundheitspsychologie angewandt.
In den Jahren 2009, 2010 und 2018 gab Heckhausen jeweils eine aktualisierte Auflage des Lehrbuchs Motivation und Handeln heraus. Die erste Auflage war 1980 als Monographie ihres Vaters Heinz Heckhausen auf Deutsch erschienen.  Das Buch wurde von Jutta Heckhausen in einen Sammelband verwandelt, der die besonderen Vorzüge des ursprünglichen Buchs, insbesondere umfassende theoretische und historische Bezüge bewahrte, aber auch der erheblichen Weiterentwicklung der Motivationspsychologie seit 1980 Genüge tat. Das Buch enthält eine ausführliche Darstellung der Geschichte der Motivation und beschreibt und diskutiert neue Theorien und Forschungsergebnisse zu Motivation, impliziten und expliziten Motiven, Volition, Selbstregulation und deren Entwicklung.
Mit Richard Schulz hat Heckhausen die Lebenslauftheorie der Kontrolle entwickelt. Diese Theorie geht davon aus, dass es eine zentrale Motivation von Menschen ist, Kontrolle über ihr Leben zu haben, indem sie ihre Fähigkeiten bzw. Zeit und Anstrengung einsetzen. Im Verlauf des Lebens kommt es aber zur Änderung der Art von Kontrolle. Insbesondere nimmt die Möglichkeit ab, primäre Kontrolle auszuüben, d. h. die eigenen Fähigkeiten sowie Anstrengung und Zeit einzusetzen um Lebensziele zu verwirklichen. An deren Stelle tritt sekundäre Kontrolle, etwa durch Zielanpassung oder Aufgeben von Zielbindung. Die Theorie ist durch Forschung gut bestätigt worden. Später wurde sie zu einer Motivationstheorie lebenslanger Entwicklung weiterentwickelt.
In einem aktuellen Überblicksartikel zeigen Heckhausen, Wrosch und Schulz, dass Menschen sich in ihrer Fähigkeit, ihre Zielbindungen entsprechend der im Alter verringerten Möglichkeiten zu regulieren, unterscheiden, und dass dies Folgen für ihre Entwicklung, ihre Gesundheit und ihr Wohlbefinden hat.

## Ausgewählte Veröffentlichungen
- J. Heckhausen: Developmental regulation in adulthood: Age-normative and sociostructural constraints as adaptive challenges. Cambridge University Press, New York 1999, ISBN 0-521-58144-3.
- J. Heckhausen, R. Schulz: A life-span theory of control. In: Psychological Review. Band 102, Nr. 2, 1995, S. 284–304. doi:10.1037/0033-295X.102.2.284
- J. Heckhausen, C. Wrosch, R. Schulz: A motivational theory of life-span development. In: Psychological Review. Band 117, Nr. 1, 2010, S. 32. doi:10.1037/a0017668.
- J. Heckhausen, C. Wrosch, R. Schulz: Agency and motivation in adulthood and old age. In: Annual Review of Psychology. Band 70, 2019, S. 191–217. doi:10.1146/annurev-psych-010418-103043
- R. Schulz, J. Heckhausen: A life span model of successful aging. In: American Psychologist. Band 51, Nr. 7, 1996, S. 702–714. doi:10.1037/0003-066X.51.7.702